# Едвард Чемберлін
Едвард Гастінгс (Хейстінгс) Чемберлін (англ. Edward Hastings Chamberlin, 18 травня 1899, м. Ла-Коннер, Вашингтон, США — †16 липня 1967 Кембридж, Массачусетс, США) — американський економіст, основоположник теорії монополістичної конкуренції, професор економіки Мічиганського, Гарвардського, Копенгагенського університетів.

## Біографія
Батько Едварда Чемберліна був протестантським пастором. У 1921 році Едвард закінчив Університет Айови. Через рік в Мічиганському університеті отримав ступінь магістра. У 1927 році в Гарвардському університеті захистив дисертацію з проблематики монополістичної конкуренції. Вся подальша діяльність до смерті в 1967 році пов'язана з викладанням в університеті Гарварда. Один рік був присвячений роботі в Бюро стратегічної служби США. У 1951 році була поїздка в західноєвропейські країни для роз'яснення положень своїх теоретичних нововведень.
У 1933 році виходить «Теорія монополістичної конкуренції» (англ. The Theory of Monopolistic Competition) — книга, яка зробила Чемберліна знаменитим. Протягом 1933-62 років книга перевидавалася в США 8 разів. У ній міститься всебічна характеристика сутності монополії, наводиться аналіз монопольної ціни і монопольного прибутку.
Важливим етапом творчої та наукової біографії Е. Чемберліна стало його обрання головою відділення економічної теорії Гарвардського університету (1939-43), що включав тоді до свого складу таких іменитих учених, як Василь Леонтьєв, Елвін Хансен, Йозеф Шумпетер та інші. У 1948-58 роках він був редактором гарвардського «The Quarterly Journal of Economics» («Щоквартальний журнал з економіки»). У 1965 році був обраний заслуженим членом Американської економічної асоціації. У 1967 році в пам'ять про нього був виданий збірник праць економістів під назвою «Теорія монополістичної конкуренції: дослідження взаємодії».

## Наукова спадщина
Більшу частину своєї кар'єри Едвард Чемберлін викладав економіку в Гарварді (1937—1967). Він зробив значний внесок у розвиток мікроекономіки, зокрема створив теорію конкуренції, споживчого вибору та вивів їх зв'язок із цінами. Едвард Чемберлін створив термін «диференціація продукту», щоб описати, як постачальник може стягувати більшу ціну для продукту, ніж це дозволяє досконала конкуренція. У 1962 році він був визнаний членом-кореспондентом на RACEF.
Його найважливішою працею стала теорія монополістичної конкуренції. Чемберлін опублікував свою роботу «Теорія монополістичної конкуренції» в 1933 році, того ж року, коли Джоан Робінсон опублікував свою, з тієї ж теми: «Економіка недосконалої конкуренції», тому цих двох економістів можна вважати батьками сучасного вивчення недосконалої конкуренції. Книга Чемберлена часто порівнюється з книгою Робінсона «Економіка недосконалої конкуренції», в якій Робінсон запропонував термін «монопсонія», який використовується для опису покупця, коли він виступає проти монополії продавця. Робінсон використовував монопсонію для опису розриву заробітної плати між жінками та чоловіками, які мають рівну продуктивність.
Чемберлін також вважається одним з перших теоретиків, який застосував ідею маргінальних доходів, що випливає з теорії монополії Курно (кінець 1920 — початок 30-х рр.). Чемберлін робить висновок, що більшість ринкових цін визначаються монополістичними та конкурентними аспектами.

### Монографії
- Theory of Monopolistic Competition, 1933.
- Monopolistic Competition Revisited, 1951.
- Towards a More General Theory of Value, 1957.
- The Theory of Monopolistic Competition: A Reorientation of the Theory of Value. — Cambridge, MA: Harvard University Press, 1962.

### Статті
- Duopoly: Values where sellers are few // The Quarterly Journal of Economics. 1929.
- Advertising Costs and Equilibrium // Review of Economic Studies. 1944.
- Proportionality, Divisibility and Economics of Scale // The Quarterly Journal of Economics. 1948.
- An Experimental Imperfect Market // Journal of Political Economy. 1948.
- Product Heterogeneity and Public Policy // American Economic Review. 1950.
- Impact of Recent Monopoly Theory on the Schumpeterian System // The Review of Economics and Statistics. 1951.
- Full Cost and Monopolistic Competition // Economic Journal. 1952.
- The Product as an Economic Variable // The Quarterly Journal of Economics. 1953.
- On the Origin of Oligopoly // Economic Journal. 1957.
- Some Aspects of Nonprice Competition//Role and Nature of Competition (Huegy, ed.). 1954.
- Measuring the Degree of Monopoly and Competition//Monopoly and Competition and their Regulation (Chamberlin, ed.). 1954.
- The Monopoly Power of Labor //Impact of the Union (Wright, ed.). 1957.